# استساغة

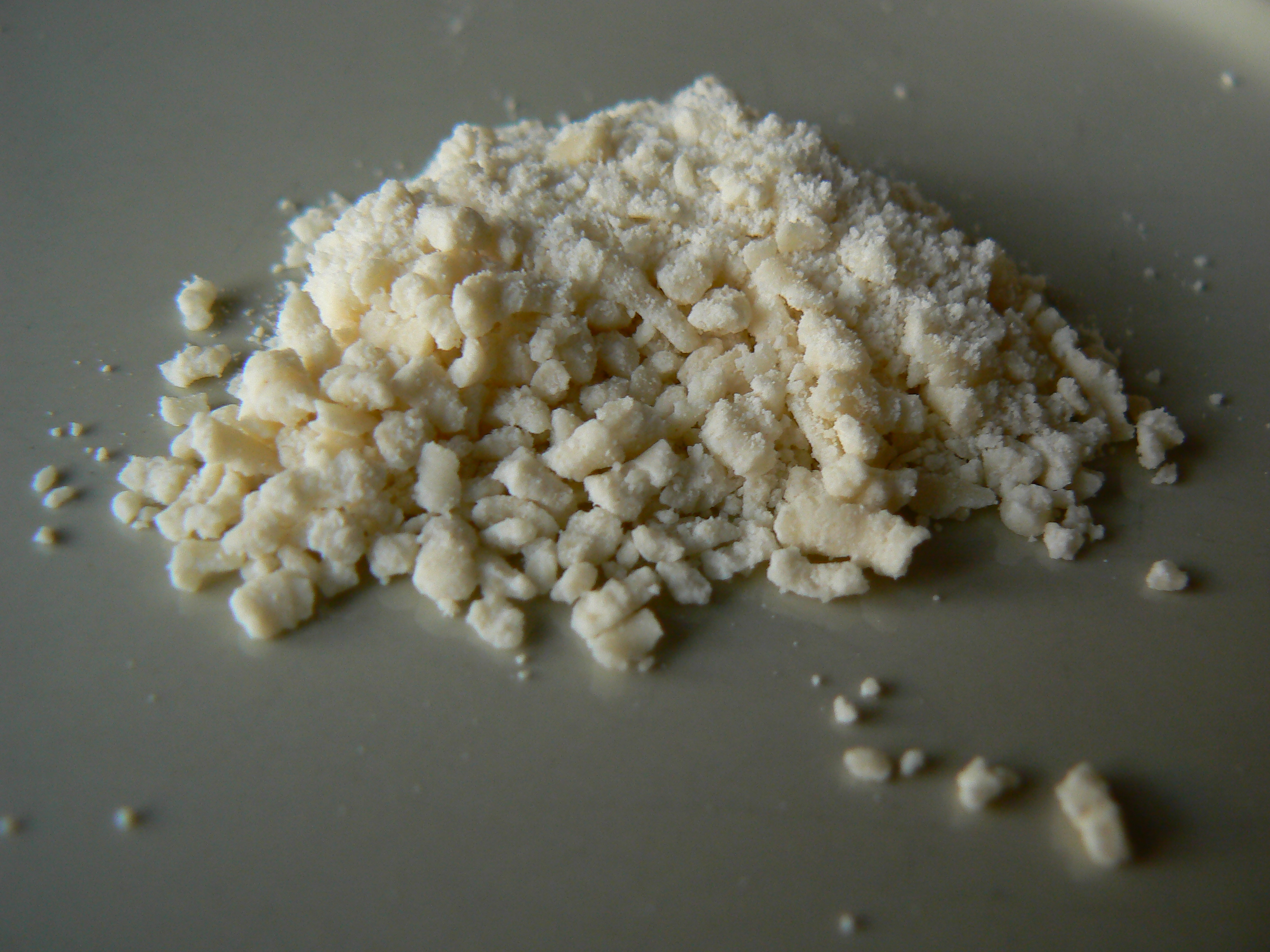

الاستساغة هي مقدار الإشباع الذي يُحصل عليه من استهلاك غذاء أو شراب، وهو يستعمل في حالة الإنسان والحيوان. ويمكن قياس الاستساغة من مقدار الكمية التي المأكولة بحرية دون إكراه. يستعمل هذا المفهوم في حالة علم التغذية، ويستعمل لمقارنة أنواع الأغذية المختلفة. في علم الحيوان، يستعمل هذا المفهوم لمقارنة الأعلاف المختلفة.

## طالع أيضًا
- مأكول